# Tentative de coup d'État de 2019 au Gabon
Violences post-électorales de 2016 au Gabon
La tentative de coup d'État de 2019 au Gabon fait référence à une tentative ratée de coup d'État par des factions dissidentes des Forces armées gabonaises contre le président Ali Bongo qui a eu lieu le 7 janvier 2019.

## Contexte
Le 24 octobre 2018, alors que sont dévoilés les résultats officiels des élections législatives de 2018, largement remportées par le parti au pouvoir, Ali Bongo est hospitalisé à Riyad, en Arabie saoudite, officiellement pour une « fatigue sévère » due à du surmenage. De nombreux journaux de la presse internationale avancent qu'il a été victime d'un accident vasculaire cérébral ou d'un œdème cérébral,,. Les semaines suivantes voient la propagation dans les médias de débats quant à la nature de la transition politique à mettre en œuvre en cas d'incapacité du chef de l'État. De multiples fausses annonces de son décès se répandent également. La confusion s'accentue avec la diffusion à la télévision d'État d'une présumée intervention de l'ambassadeur du Gabon en France, Flavien Enongoué, annonçant la mort du président, une intoxication montée de toutes pièces par le trucage de la voix du diplomate, dont une prise de parole était alors attendue. L’opposant Jean Ping lance pour sa part un appel à reconnaître sa légitimité à la présidence, lors d'une conférence qui est perçue comme un souhait de voir le président destitué.
Après son hospitalisation de plus d'un mois à Riyad, Ali Bongo est transféré le 29 novembre 2018 à l'hôpital d’instruction militaire Mohammed V, à Rabat, au Maroc. Dans une vidéo diffusée le 4 décembre par le palais royal marocain, il apparaît aux côtés du roi du Maroc Mohamed VI. Dans cette vidéo, il est filmé uniquement de profil, ce qui ne met pas fin aux spéculations vis-à-vis de son état de santé. Il quitte l’hôpital militaire le 5 décembre pour poursuivre sa convalescence dans une résidence privée à Rabat. Le 8 décembre, en déplacement à Franceville, le vice-président gabonais, Pierre Claver Maganga Moussavou, laisse fortement entendre qu'Ali Bongo a fait un accident vasculaire cérébral.

## Événements
Le 7 janvier 2019, le commandant-adjoint de la Garde Républicaine, le lieutenant Ondo Obiang Kelly, prend la tête d'un commando à Libreville, capitale gabonaise, et tente de renverser le régime du président Ali Bongo,. Cet événement arrive seulement quelques jours après que le président s'est adressé depuis le Maroc à la population pour la première fois depuis son hospitalisation en Arabie saoudite.
En guise de déclenchement du coup, des militaires ont déclaré l'établissement d'un Conseil national de restauration a la télévision nationale. Cependant, le lieutenant Kelly est arrêté le jour même. Parmi les autres organisations ayant participé au coup se trouve le Mouvement patriotique des jeunes des forces de défense et de sécurité du Gabon, qui a diffusé l'annonce des militaires sur les réseaux sociaux.
Le lendemain, le gouvernement annonce avoir interpellé sept des meneurs du coup et que des interrogatoires sont en cours. Le gouvernement annonce aussi que deux mutins ont été tués.

## Réactions internationales
- Afrique du Sud : Le ministère des Relations internationales déclare : « L'Afrique du Sud réaffirme à l'Union africaine le principe du rejet total de tout changement de chef d'état de manière extraconstitutionnelle »[17]
- Égypte : Le ministre des Affaires étrangères de l'Égypte Sameh Choukri condamne fortement la tentative de coup d'État[18]
- France : Le Ministère de l'Europe et des Affaires étrangères Jean-Yves Le Drian a déclaré : « Nous condamnons toute tentative de changement de régime extraconstitutionnel. La stabilité du Gabon ne peut être assurée que dans un strict respect des dispositions de sa Constitution »[19].
- Nigeria : Le président Muhammadu Buhari a déclaré « Les officiers militaires au Gabon doivent comprendre que l'ère des coups d'État militaires sur des gouvernements en Afrique et dans le monde entier est révolue »[20]
- Turquie : Le Ministère des Affaires étrangères turc condamne la tentative de coup d'État : « La Turquie s'oppose à toutes les tentatives de renversement illégal de gouvernements élus démocratiquement »[21]